# Жертвенник (созвездие)
Же́ртвенник (лат. Ara) — созвездие южного полушария неба. Площадь — 237,0 кв. градуса, 60 звёзд, видимых невооружённым глазом. На юге России (южнее широты 44° 30′) небольшая часть созвездия (но без ярких звёзд) восходит совсем низко над горизонтом в мае-июне. Звезда α Жертвенника (звёздная величина 2,95) в России не наблюдается, но при благоприятных условиях заметна вблизи линии горизонта в южных городах постсоветского пространства, расположенных южнее широты 40° 08′ (Бухаре, Самарканде, Нахичевани, Ленкорани, Душанбе, Астаре, Чарджоу, Ашхабаде, Термезе, Серхетабаде). Несколько более яркая звезда β Жертвенника в бывшем СССР не видна, она не восходит даже в последнем из перечисленных городов. Полная видимость созвездия — южнее широты 22° 30′.

## Характеристика
Покрывая 237,1 квадратных градуса и, следовательно, 0,575 % неба, Жертвенник занимает 63-е место из 88 современных созвездий по площади. Его положение в Южном небесном полушарии означает, что все созвездие видимо наблюдателям к югу от 22 ° с. ш. Скорпион проходит вдоль его северной границы, а Наугольник и Южный Треугольник граничат на западе, Райская Птица— на юге, а Павлин и Телескоп — на востоке, соответственно. Трёхбуквенная аббревиатура для созвездия, принятая Международным астрономическим союзом, — это Ара. Официальные границы созвездий, установленные бельгийским астрономом Дельпортом в 1930 году, определяются полигоном из двенадцати сегментов. В экваториальной системе координат прямые восхождения координат этих границ лежат между 16 ч 36,1 м и 18 ч 10,4 м, в то время как склонение имеет координаты между −45,49 ° и −67,69 °.

## Звёзды
| Название | Координаты | Координаты | Звёздная величина | Звёздная величина | Спектральный класс | Расстояние, пк |
| Название | α          | β          | m                 | M                 | Спектральный класс | Расстояние, пк |
| -------- | ---------- | ---------- | ----------------- | ----------------- | ------------------ | -------------- |
| β        | 17h 25m    | −55° 31′   | 2,85              | −3,67             | K3                 | 200,0          |
| α        | 17h 31m    | −49° 52′   | 2,95              | −1,59             | B2                 | 076,9          |
| ζ        | 16h 58m    | −55° 59′   | 3,12              | −2,99             | K5                 | 166,7          |
| γ        | 17h 25m    | −56° 22′   | 3,34              | −4,30             | B1                 | 333,3          |
| δ        | 17h 31m    | −60° 41′   | 3,60              | −0,25             | B8                 | 058,8          |
| θ        | 18h 06m    | −50° 05′   | 3,65              | −3,96             | 12                 | 333,3          |
| η        | 16h 49m    | −59° 02′   | 3,77              | −1,23             | K5                 | 100,0          |

SAO 244567 — претерпевающая быстрые изменения звезда, возможно, пережившая гелиевую вспышку.
Вэстерланд 1-26 — гипергигант радиусом 1530—2544 радиуса Солнца.

## Рассеянные скопления
NGC 6193 — это рассеянное скопление, содержащее около 30 звёзд с общей звёздной величиной 5,0 и размером 0,25 квадратных градуса, что примерно в два раза меньше, чем полная Луна. Оно находится на расстоянии примерно 4200 световых лет от Земли. Оно содержит одну яркую двойную звезду с сине-белым главным компонентом видимой звёздной величины 5,6 и вторичным компонентом с величиной 6,9. NGC 6193 окружён NGC 6188, слабой туманностью, обычно видимой на фотографиях с длительной экспозицией.
- NGC 6200
- NGC 6204
- NGC 6208
- NGC 6250
- NGC 6253
- IC 4651

## Шаровые скопления
- NGC 6352
- NGC 6362
- NGC 6397 — представляет собой шаровое скопление со звёздной величиной 6,0; оно видно невооружённым глазом в исключительно тёмных областях. Это довольно близкое скопление на расстоянии 10 500 световых лет[2].

## Планетарные туманности
- «Скат» (Hen 3-1357) — самая молодая из известных планетарных туманностей[7]
- NGC 6326 — планетарная туманность, которая может иметь двойную систему в центре.
- «Сахарная Вата» (IRAS 17150-3224) — протопланетарная туманность, связанная со звездой, находящейся на стадии после асимптотической ветви гигантов[8]

## История
Жертвенник — это созвездие, сохранившее известность ещё с античных времён. Исторические следы, подтверждающие его существование в астрономической практике, имеются у многих народов. Так, шумеры считали, что оно олицетворяет древний жертвенный огонь. В своих трудах упоминают его Евдокс Книдский, Эратосфен и Птолемей. Древние греки считали, что этот священный предмет принадлежит кентавру Хирону, а моряки полагали, что его появление на небе предвещает скорый шторм.
Древнее созвездие. В европейской традиции созвездие впервые описано Евдоксом. Шумеры называли его «созвездием древнего жертвенного огня», Птолемей — «Курильницей».
По древнегреческой мифологии, это созвездие называлось «Жертвенник Центавра», было отнесено к Хирону.
Согласно Псевдо-Эратосфену, это жертвенный камень, на котором Зевс, Посейдон и Аид совершили совместную жертву прежде, чем Зевс начал десятилетнюю войну со своим отцом Кроносом.
Народы древнего мира придавали этому жертвеннику различный смысл. Этот жертвенник связывался с Ноем, приносившим на нём первые жертвы после окончания Всемирного потопа. Встречались рассуждения, что это именно тот жертвенник, на который Авраам положил своего сына Исаака, чтобы принести в жертву Богу.
На древних звёздных картах созвездие Жертвенник изображалось с клубами дыма.